# Saint-Laurent-des-Combes (Żyronda)
Saint-Laurent-des-Combes – miejscowość i gmina we Francji, w regionie Nowa Akwitania, w departamencie Żyronda.
Według danych na rok 1990 gminę zamieszkiwało 377 osób, a gęstość zaludnienia wynosiła 98 osób/km² (wśród 2290 gmin Akwitanii Saint-Laurent-des-Combes plasuje się na 812 miejscu pod względem liczby ludności, natomiast pod względem powierzchni na miejscu 1494).